# Engiltschek-Gletscher
Als Engiltschek-Gletscher (kirgisisch Эңилчек мөңгүсү; russisch Иныльче́к Inyltschek) werden zwei große Talgletscher im zentralasiatischen Tienschan bezeichnet.
Die Engiltschek-Gletscher liegen im Grenzdreieck zwischen Kirgisistan, Kasachstan und dem Uigurischen Autonomen Gebiet Xinjiang der Volksrepublik China. Deren Grenzen treffen sich auf dem Gipfel des 7010 m hohen Khan Tengri, der den höchsten Punkt im Tengritoo (früher Stalin-Kette) genannten Grat zwischen den beiden Gletschern bildet. Die beiden Engiltschek-Gletscher fließen am Nord- beziehungsweise Südfuß des Tengritoos parallel zu diesem von Osten nach Westen. Ihre Nährgebiete werden im Osten von der Meridionalkette, dem hier von Norden nach Süden streichenden Hauptkamm des Tienschan, abgeriegelt.
Die Schmelzwasser der Engiltschek-Gletscher erreichen das Meer nicht. Sie fließen über den gleichnamigen Fluss Engiltschek in den Sarydschas, der die Tienschan-Hauptkette südwärts nach China durchbricht. Das Wasser fließt über Kumarik und Aksu in das Tarimbecken ab. Schließlich vereinigt sich der Aksu mit dem Yarkant zum Tarim, der sich in dem nach ihm benannten, abflusslosen Tarimbecken in den Weiten der Wüsten Taklamakan und Lop Nor verliert.

## Nördlicher Engiltschek
Der Nördliche Engiltschek liegt im Gletschertal zwischen den Gebirgskämmen des Tengritoos auf der Süd- und der Sarydschaskette auf der Nordseite. Früher wurde angenommen, er sei ein Tributär seines südlichen Pendants. Tatsächlich haben sich die beiden Äste bereits vor langer Zeit – vermutlich in der zweiten Hälfte des 19. Jahrhunderts, also am Ausgang der Kleinen Eiszeit – getrennt. Im Zuge der allgemeinen Gletscherschmelze hat sich der Nördliche Engiltschek inzwischen weit in sein oberes Tal zurückgezogen. Mit einer Länge von 25 Kilometern und einer Breite von bis zu 2 km ist er bedeutend kleiner als der Südliche Engiltschek.
Das oberste Becken des Nördlichen Engiltschek befindet sich komplett auf kasachischem Gebiet. Die Staatsgrenze zu Kirgisistan zieht vom Khan Tengri kommend in gerader Linie nordwestlich über den Gletscher zum Pik Semjonow, einem 5816 m hohen Berg in der Sarydschaskette.

## Südlicher Engiltschek

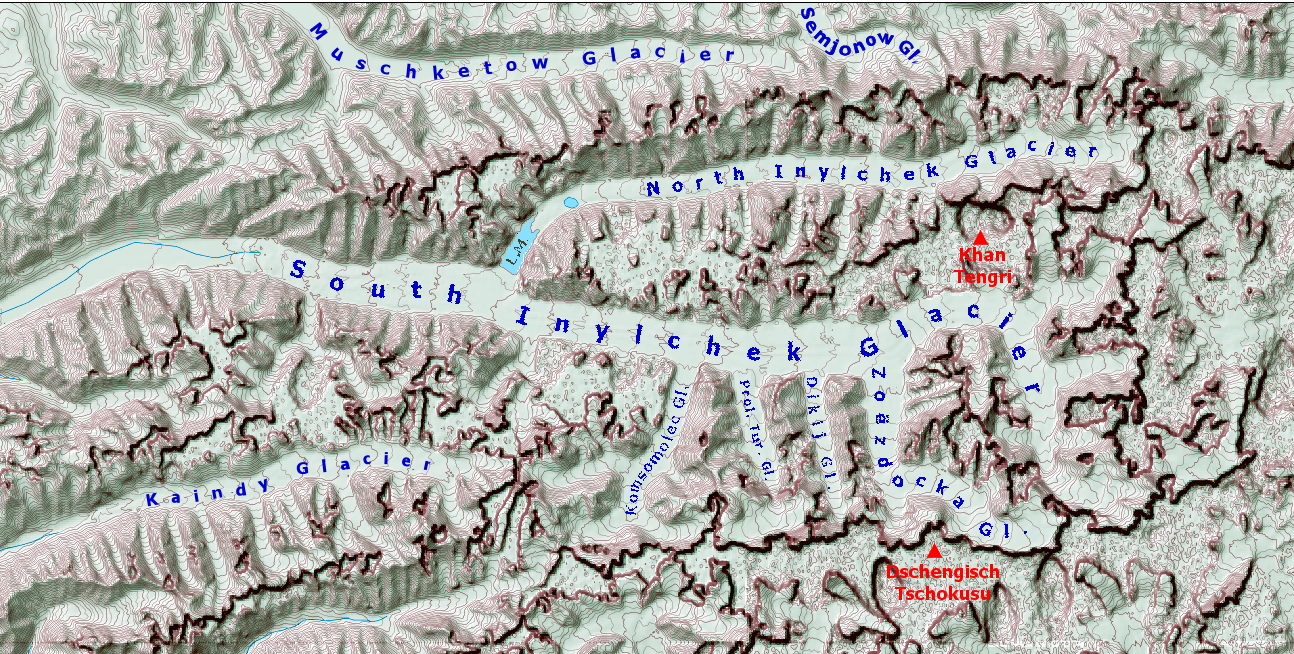
Übersichtskarte des Engiltschek-Gebietes

Der auf der Nordseite von Kokschaaltoo und Engiltschekkette liegende Südliche Engiltschek ist der größte Gletscher des Tienschan. Seine Länge wird (in verschiedenen Quellen durchaus leicht unterschiedlich) mit rund 60 Kilometern angegeben. Auch die Angaben zu seiner Fläche schwanken deutlich, so werden unter anderem 488 km² und 567 km² publiziert. Werte über 800 km² dürften sich auf die Gesamtfläche beider Gletscher beziehen. Der Südliche Engiltschek zählt zu den weltweit größten Gletschern außerhalb der Polarregionen.

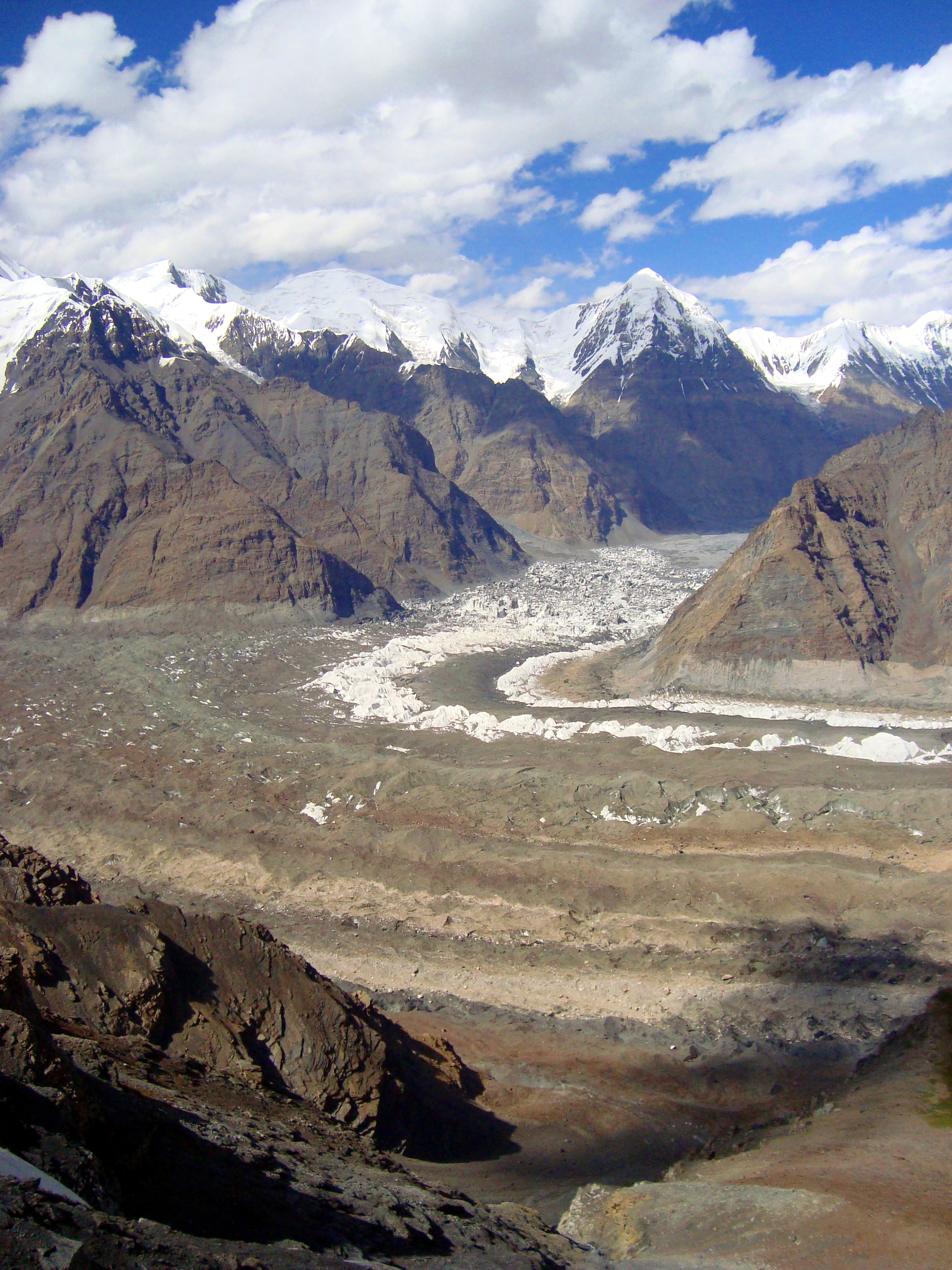
Der schuttbedeckte Eisstrom am Zusammentreffen der beiden Engiltschek-Täler.

Der Haupteisstrom nimmt seinen Ursprung an den Gipfeln von Pik Rapassow und Pik Wojennych Topografow, zwei über 6800 m hohen Bergen am Schnittpunkt vom Kokschaaltoo und Meridionalkette auf chinesischem Territorium. Der Engiltschek fließt von hier zunächst ein Stück nordnordwestlich, bevor er sich in einem scharfen Knick nach Westen wendet. Ab hier ist er nur noch schwach geneigt. In der Folge behält er seine Fließrichtung bis zum Gletschertor am Ende der noch weit entfernten Zunge bei. Das Zungenende befindet sich auf einer Höhe von etwa 2920 m nördlich unterhalb des 5697 m hohen Pik Nansen. Im unteren Bereich ist die Oberfläche des Gletschers dabei zunehmend mit einer Obermoräne aus Schutt und Geröll bedeckt, die ihm einen vergleichsweise guten Schutz gegen die Folgen direkter Sonneneinstrahlung verschafft.
Auf seiner orographisch linken Seite fließen dem Engiltschek vom südlich liegenden Kokschaal-Tau, der höchsten Kette des Tienschan, seine bedeutendsten Seitengletscher zu. Der größte von ihnen ist der Swjosdotscka-Gletscher („Sternchen-Gletscher“), der auf 7400 m am Dschengisch Tschokusu seinen Ausgang nimmt. Engiltschek und Swjosdotscka werden von der Ak-Too-Kette getrennt. Zwischen Ak-Too und Kokschaaltoo befindet sich weit im Süden der 5730 m hohe Vysokij-Pass, über den eine zweite, hoch gelegene Verbindung zwischen Engiltschek und Swjosdotscka besteht. Weitere bedeutende Tributäre des Haupteisstroms sind der Dikij-, der Proletarski-Turist-, der Komsomolez- und der Schokalski-Gletscher. In dem weit verzweigten Firnbecken, das sich zwischen Dschengisch Tschokusu und Khan Tengri, den beiden höchsten Bergen des Tienschan, erstreckt, vereinigt sich der Südliche Engiltschek darüber hinaus mit etlichen weiteren benannten und unbenannten Gletschern.
Die Gleichgewichtslinie zwischen Nähr- und Zehrgebiet des Gletschers liegt im langjährigen Mittel bei 4476 m. Damit befindet sich der komplette, von Ost nach West fließende, nur noch schwach geneigte Eisstrom unterhalb der Vereinigung mit dem Swjosdotscka-Haupttributär zur Gänze im Ablationsbereich.
Als einer der größten Gebirgsgletscher unseres Planeten ist der Südliche Engiltschek regelmäßig Forschungsgegenstand für Wissenschaftler aus der ganzen Welt. Unweit des früheren Zusammenflusses der beiden Engiltscheks wurde in internationaler Zusammenarbeit die Forschungsstation Gottfried Merzbacher errichtet.

### Merzbacher-See

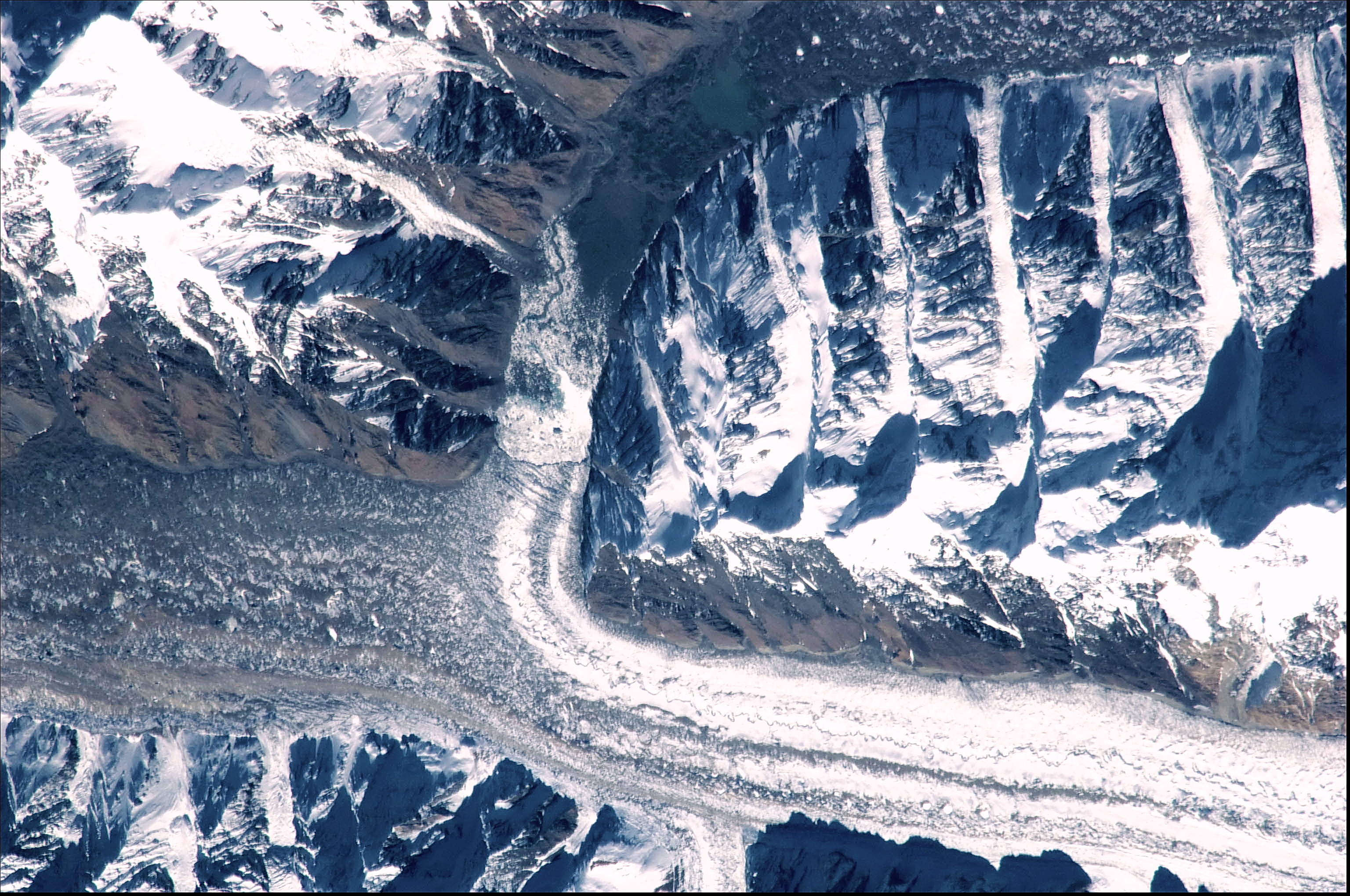
Die charakteristische Biegung des Gletschers mit dem Merzbacher-See nach dessen Ausbruch.

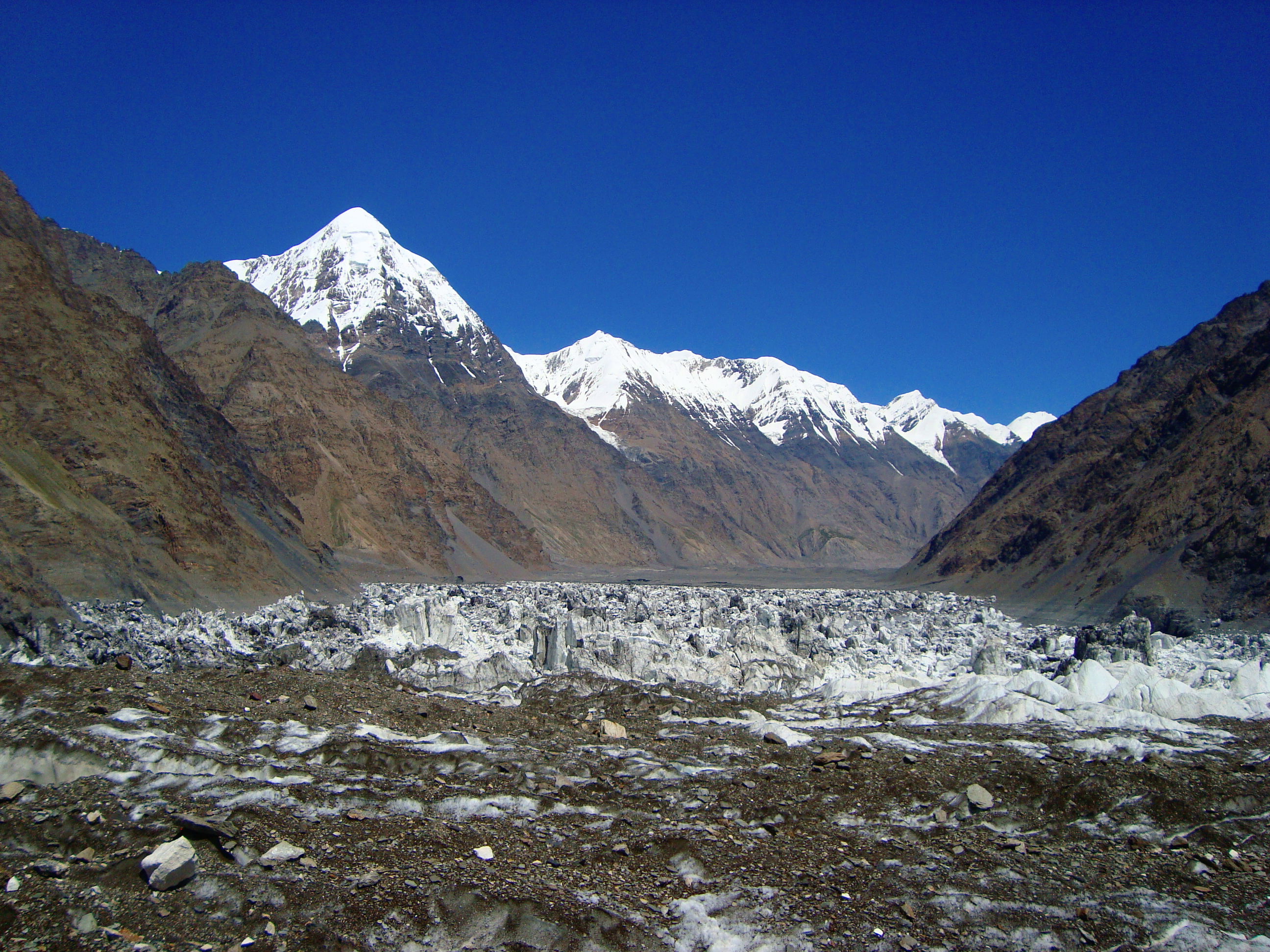
Der nach dem Ausbruch trockengefallene See.

Die verschiedenen Teile des Südlichen Engiltschek bewegen sich nicht gleichförmig. Unterhalb des Zusammentreffens der beiden Engiltschektäler hindert eine große, relativ unbewegliche, alte Eismasse den südlichen Eisstrom in seinem Vorwärtsdrang. Da nach dem Rückzug des Nördlichen Engiltschek dessen Gegendruck fehlt, wird heute ein Großteil des südlichen Gletschers unter dem Einfluss seiner nachströmenden Eismassen in das nördliche Tal geschoben (dies zeigt sich insbesondere an den Bögen, die die beiden hellen Longitudinalstreifen zwischen den dunklen Obermoränen an der Gletscheroberfläche beschreiben). Dort staut er dessen Abfluss, darunter die Schmelzwasser des Nördlichen Engiltschek, mit breiter Front zum (unteren) Merzbacher-See (42° 12′ 39″ N, 79° 51′ 7″ O) auf, in den er beim Kalben immer wieder große Eisberge entlässt.
Der auf einer Höhe von rund 3300 m gelegene Merzbacher-See ist für seine jährlichen Ausbrüche bekannt, bei denen er den Engiltschek-Fluss stark anschwellen lässt. Der Eisstausee entleert sich mit großer Regelmäßigkeit im Juli oder August eines jeden Jahres innerhalb kurzer Zeit. Etwa 40 Ausbrüche sind belegt, allerdings konnten nur wenige direkt beobachtet werden. In einigen Jahren entleerte sich der See gleich zweimal, so 1966 und 1980. Die Ursachen für die Ausbrüche, bei denen der Abfluss von Wasser und Schlamm 2000 Kubikmeter pro Sekunde erreichen kann, sind noch nicht abschließend erforscht. Möglicherweise lässt das Wasser den Gletscher aufschwemmen, bis ein Abfluss möglich ist. Zu Beginn des 20. Jahrhunderts lag der Zeitpunkt des Ausbruchs im September oder Oktober, also deutlich später als heute. Man nimmt an, dass das Schmelzwasseraufkommen infolge der globalen Erwärmung insgesamt größer ist. Gleichzeitig nimmt die Mächtigkeit des Südlichen Engiltschek ab, was ein früheres Aufschwemmen begünstigt. Der mit der Entleerung des Sees nachlassende Wasserdruck gegen den Gletscher führt in der Folge zu einer Erhöhung seiner Fließgeschwindigkeit.
Der entleerte See füllt sich in der Hauptsache nach der Schneeschmelze im Frühjahr und Sommer mit zum Teil erstaunlicher Geschwindigkeit. In Zeiten mit großem Schmelzwasseraufkommen wurde ein Ansteigen des Wasserspiegels um zwei Meter täglich beobachtet. Voll gefüllt erreicht er eine Tiefe bis zu 100 Meter. Die durch die Ausbrüche des Merzbacher-Sees entstandenen Schäden hielten sich bislang in Grenzen, da der Abfluss nach Süden ins kaum besiedelte chinesische Tarim-Becken erfolgt.
Neben dem unteren gibt es etwas höher im Tal des Nördlichen Engiltschek noch einen oberen Merzbacher-See, der erst im Laufe des letzten Jahrhunderts entstanden ist, als der Nördliche Engiltschek sich zunehmend in sein oberes Becken zurückzog. Dieses proglaziale Gewässer hat seit Anfang der 1990er Jahre stark an Fläche verloren. Heute ist es um einiges kleiner als der untere Merzbacher-See.

### Fließgeschwindigkeiten
TerraSAR-X-gestützte Messungen der Fließgeschwindigkeit an der Gletscheroberfläche ergaben jahreszeitlich unterschiedliche Werte. Im Ablationsbereich oberhalb des Zusammentreffens der beiden Engiltschek-Täler wurden im Juni mit bis zu 45 cm pro Tag die höchsten Werte verzeichnet. Die niedrigsten Geschwindigkeiten wurden hier mit
knapp 30 cm pro Tag zwischen Herbst und Spätwinter gemessen. Im Bereich der Biegung, an der sich ein Teil des Gletschers in das Tal des Nördlichen Engiltschek zum Merzbacher-See hinaufschiebt, und unmittelbar unterhalb der Kalbungsfront in den Merzbacher-See wurden die höchsten Geschwindigkeiten dagegen kurz vor dem Ausbruch des Sees nachgewiesen. Zu diesem Zeitpunkt im Juli oder August lässt der steigende Wasserspiegel den Gletscher aufschwimmen. Die untere Zunge bewegt sich in den Tagen des Seeausbruchs mit täglich bis zu 25 cm am schnellsten vorwärts, wenn das abfließende Wasser die Reibung zwischen Eis und Untergrund vermindert. In der übrigen Zeit des Jahres werden hier lediglich Werte um 10 cm pro Tag verzeichnet.

## Geschichte

### Erste Erkundungen

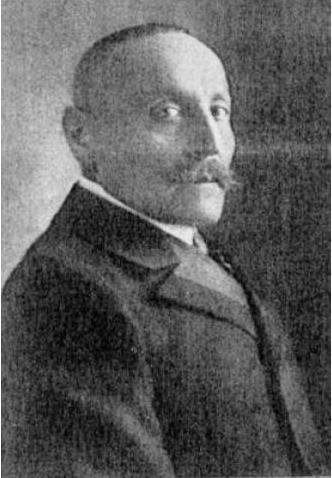
Gottfried Merzbacher

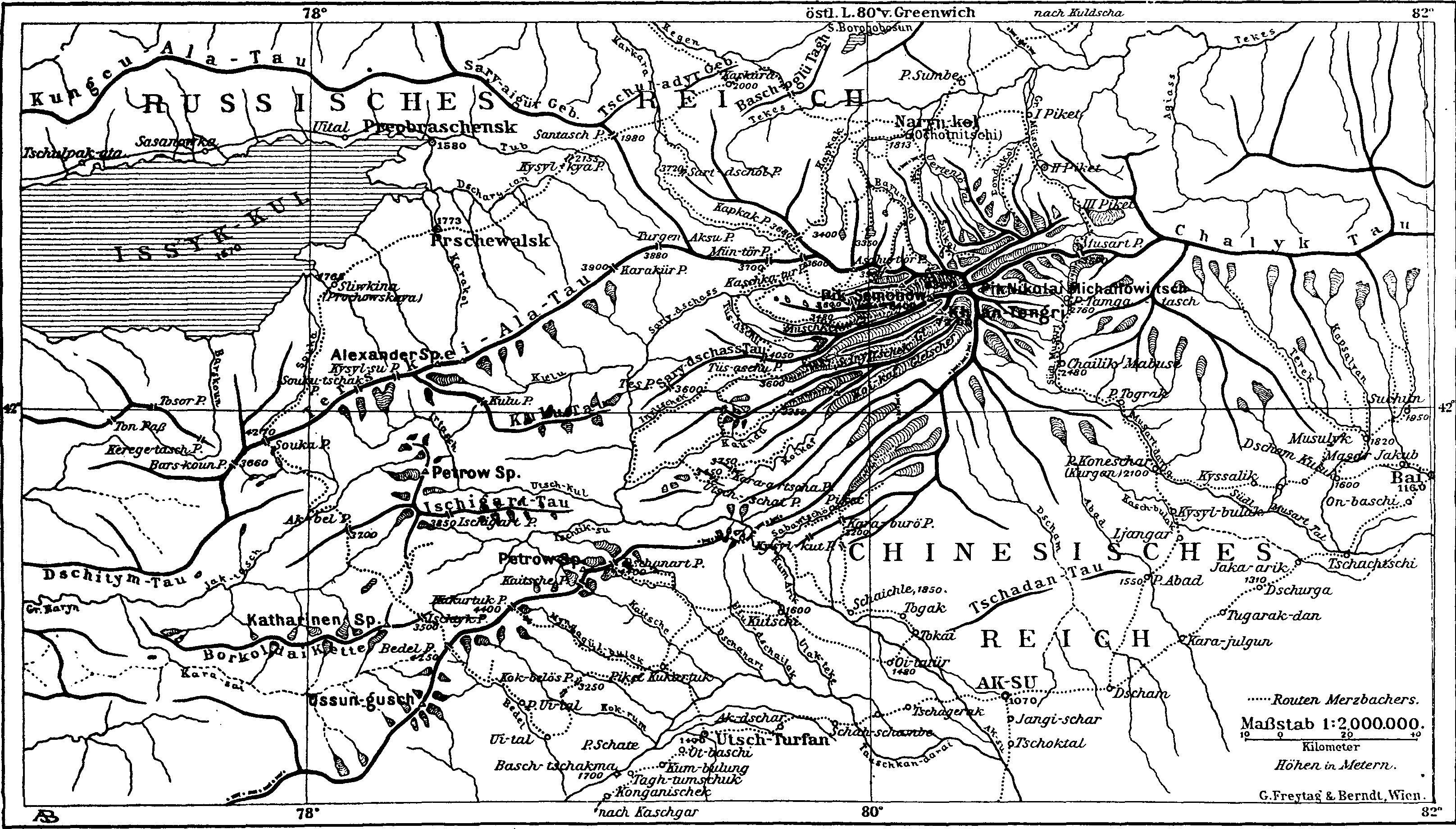
Kartenskizze des Tian-Schan von Merzbacher

Die Bezeichnung Merzbacher-See erinnert an den deutschen Geografen, Asienforscher und Alpinisten Gottfried Merzbacher und geht auf den Erstbesteiger des Khan Tengri, den ukrainischen Bergsteiger Michail Timofejewitsch Pogrebetzki, zurück. Merzbacher bereiste den Tienschan in den Jahren 1902 und 1903 und drang auf der Suche nach dem Khan Tengri bis zum Engiltschek vor. Seine Mannschaft war die erste, die über den (südlichen) Gletscher ein Stück weit aufstieg und bis an den Merzbacher-See gelangte. Dessen aufgestaute Wassermassen waren für Merzbacher und auch einige spätere Expeditionen ein unüberwindbares Hindernis auf dem Weg in das Becken des nördlichen Gletschers. Merzbacher stieg 14 weitere Kilometer den Südlichen Engiltschek hinauf. Dabei kam er bis an den Fuß des Khan Tengri, der damals als höchster Tienschan-Gipfel galt, heran und bestimmte dessen Höhe zu 7200 m. Merzbacher brachte die ersten fotografischen Aufnahmen aus diesem entlegenen Winkel mit nach Hause. Er vermutete (irrtümlich), dass zwischen dem Südlichen Engiltschek- und dem Koikaf-Gletscher jenseits des Khan Tengri eine Verbindung besteht. Merzbacher erstellte auch eine erste detaillierte Karte des zentralen Tienschan.

Aufnahmen des Engiltschek-Gletschers von Gottfried Merzbacher
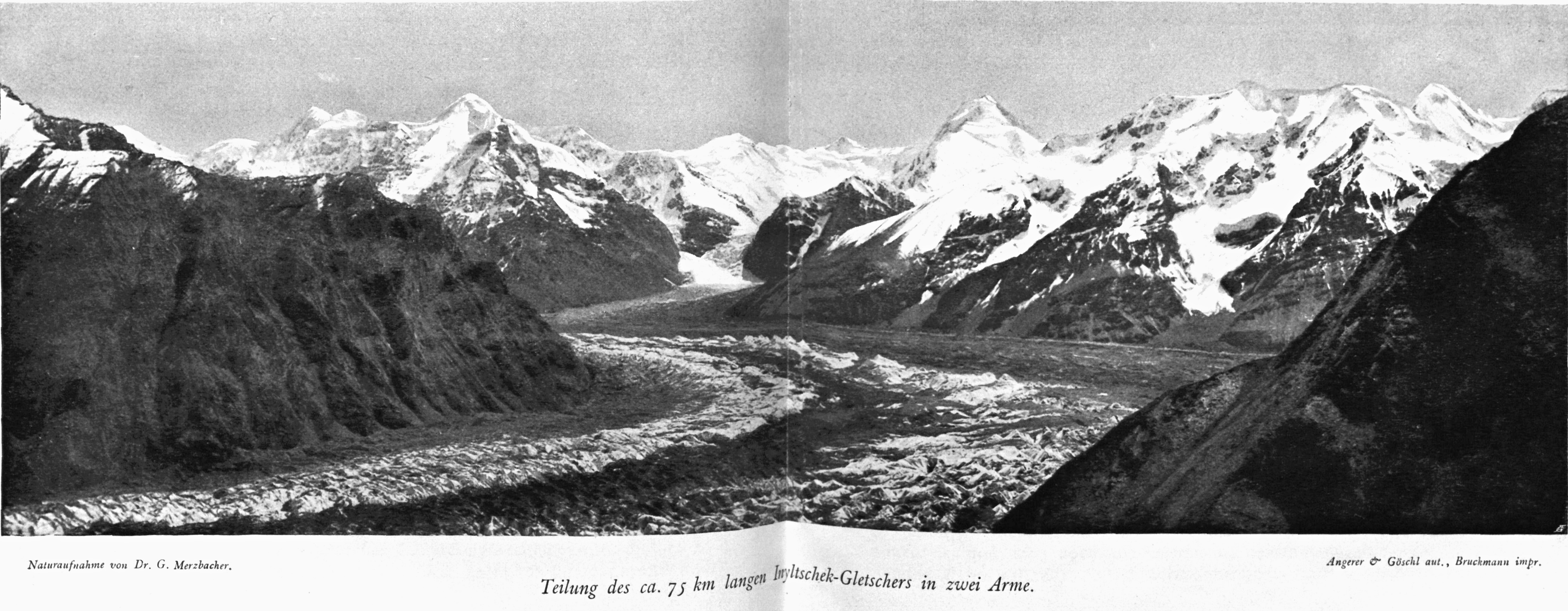
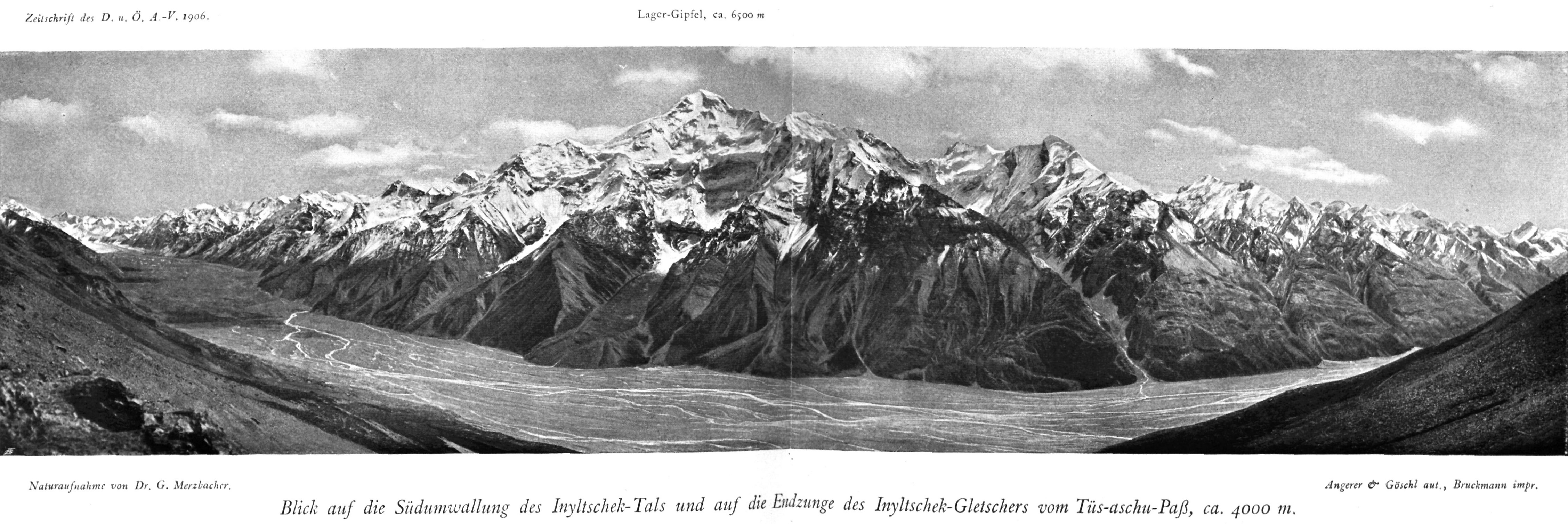

Der Khan Tengri war zu Merzbachers Zeiten schon länger bekannt, da er von Norden aus großer Entfernung als der beherrschende Gipfel des Gebirges erscheint. Er wurde von Pjotr Petrowitsch Semjonow, der den ehrenden Beinamen „Tjan-Schanski“ erhielt, beschrieben, nachdem er 1856/57 die Gegend um den Yssyk-Köl-See besuchte. Semjonow-Tjan-Schanski konnte beweisen, dass es selbst in den Trockenwüsten Asiens große Gebirgsgletscher gibt, was er und andere Wissenschaftler bis dahin für nicht möglich gehalten hatten.
Die Namensgebung für den genau zwischen den beiden Engiltschek-Gletschern aufragenden Khan Tengri geht auf ein Versehen zurück. Semjonow-Tjan-Schanski, der von seinem Standpunkt im Norden als erster Europäer die formschöne, rund 7000 Meter hohe Pyramide im Zentrum des Gebirges erblickte, hielt diesen für den legendären „Beherrscher des Himmels“, den Khan Tengri, der alle Berge in seiner Umgebung zu überragen schien. Für die Chinesen war der Khan Tengri jedoch seit jeher der höchste Berg im Grenzkamm der Kokschaaltoo-Kette am Nordrand der Taklamakan-Wüste. Die Bezeichnung Khan Tengri galt damit ursprünglich dem 20 Kilometer weiter südlich gelegenen Dschengisch Tschokusu, der den Khan Tengri um mehr als 400 Meter überragt. Dieser höchste Gipfel des Tienschan war von Semjonows Standpunkt im Norden des Gebirges nicht sichtbar. Und so ging die Bezeichnung auf den zweithöchsten Berg des Gebirges über und hat sich bis heute gehalten. Der ursprüngliche, kirgisische Name des Khan Tengri war Kan Too, was übersetzt Blutiger Berg bedeutet.
1886 entsandte die Russische Akademie der Wissenschaften eine Expedition unter der Leitung von Ivan Ignatiev in den zentralen Tian Shan. Ignatiev und seine Begleiter waren die ersten Forscher, die ins Engiltschek-Tal und dort bis an die Gletscherzunge vordrangen. Die Länge des Eisstroms schätzten sie auf zwölf Kilometer und waren sich damit absolut nicht darüber im Klaren, dass sie einen der längsten Gebirgsgletscher der Welt vor sich hatten.
Eine topografische Erkundung, die das turkestanische Militär 1912 in Auftrag gab, erbrachte wenig Neues. Die Mannschaft, der keine Alpinisten angehörten, war schlecht ausgerüstet und kam lediglich bis an die Gletscherenden. Allerdings bestimmte sie die Höhe des Khan Tengri mit 22940 Fuß (6992 m) bereits sehr genau. Obwohl sie selbst den Engiltschek nicht betraten, zweifelten sie Merzbachers Bericht an.

### Wissenschaftliche und alpinistische Erschließung
Danach blieb es lange ruhig um den Gletscher, bis 1929 Alpinisten erste Versuche zur Ersteigung des Khan Tengri unternahmen. Im dritten Jahr und nach mehreren abgebrochenen Versuchen gelang 1931 Michail Timofejewitsch Pogrebetzki, Franz-Josef Sauberer und Boris Tjurin die Erstbesteigung des zweithöchsten Berges im Tienschan. Sie folgten vom Südlichen Engiltschek dem Semjonow-Gletscher zum West Col und erkletterten von dort den Westgrat zum Gipfel.
Im Gefolge der Alpinisten waren jetzt immer auch Wissenschaftler auf dem Engiltschek, deren Hauptaufgabe es war, die Topografie des Geländes zu erforschen sowie die Gipfel exakt zu vermessen und zu kartieren. 1932 gelang es W. Gusew und I. Ryschow und ihren Begleitern, mit einem Boot über den Merzbacher-See überzusetzen. Sie erkannten, dass der jenseits des Sees gelegene Nördliche Engiltschek, den sie Resnitschenko nannten, nicht in den Hauptgletscher einmündet.

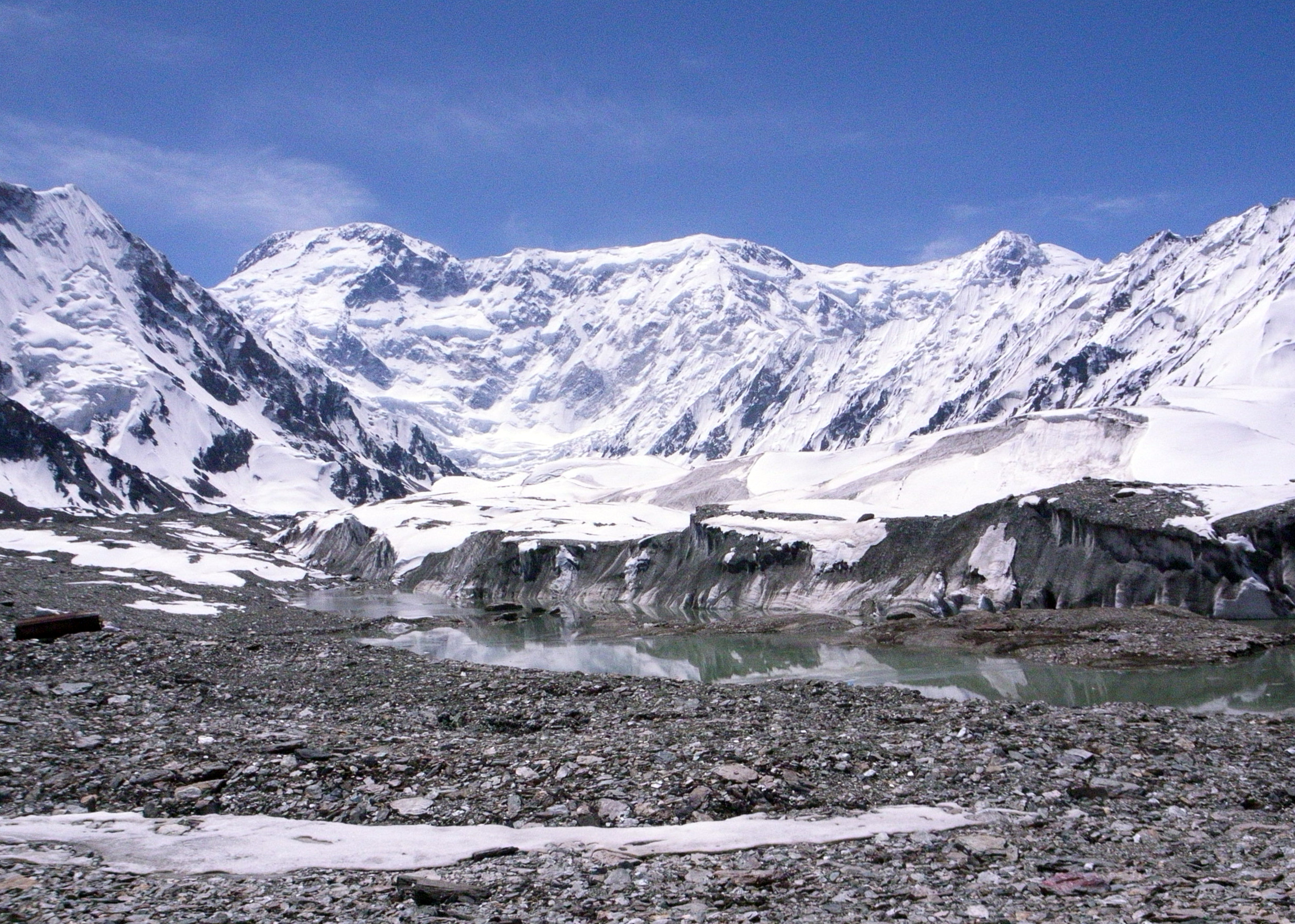
Dschengisch Tschokusu (Pik Pobeda) vom Swjosdotscka-Gletscher

Aus heutiger Sicht erscheint überraschend, dass der bei Weitem höchste Gipfel des Gebietes, der 7439 m hohe Dschengisch Tschokusu (russisch Pik Pobeda oder Pik Pobedy), erst Mitte der 1940er Jahre als solcher erkannt wurde. Das sich viele Kilometer in Ost-West-Richtung erstreckende Massiv schließt das Becken des Swjosdotscka-Seitengletschers auf der Südseite ab. Bei einer Besteigung des Khan Tengri im Jahr 1936 wurden die Bergsteiger erstmals auf ihn aufmerksam, als er über einem die tieferen Lagen einhüllenden Nebelmeer aus diesem hervorstach. Bereits vier Jahre vorher hätte man von ihm Notiz nehmen können, als eine Mannschaft vom oberen Engiltschek den Vysokij-Pass in der Annahme erstieg, von dort den Koikaf-Gletscher zu sehen. Ein Jahr später lenkte August Andrejewitsch Letawet sein Augenmerk auf ihn. Letawet leitete 1938 eine Expedition zu seiner Erkundung auf dem Engiltschek. Das Karawanenlager wurde unterhalb der Gletscherzunge bezogen. Trotz widriger Umstände erreichten L. Gutman, J. Sidorenko und J. Iwanow am 19. September 1938 einen Gipfel, dem sie den Namen Pik Zwanzig Jahre Komsomol gaben. Sie wähnten sich dabei auf einer Höhe von „nur“ 6930 m. Fünf Jahre später, im Jahr 1943, vermaß eine topografische Expedition einen Gipfel des Kokschaaltoo mit der gewaltigen Höhe von 7439,3 m, dem der Name Pik Pobeda (Gipfel des Sieges) gegeben wurde. Später stellte man fest, dass es sich bei Pik Pobeda und Pik Zwanzig Jahre Komsomol um ein und denselben Berg handelt. Anfangs war unklar, ob Gutman, Sidorenko und Iwanow bei ihrer Besteigung 1938 den Hauptgipfel oder nur einen anderen Punkt im langen Gipfelgrat erreichten. Vergleiche ihrer Fotografien mit denen der erfolgreichen Bergsteigergruppe um Vitalii Abalakov von 1956 legen jedoch nahe, dass sie tatsächlich am höchsten Punkt des Massivs gewesen sind.

### Klärung der Grenzfrage

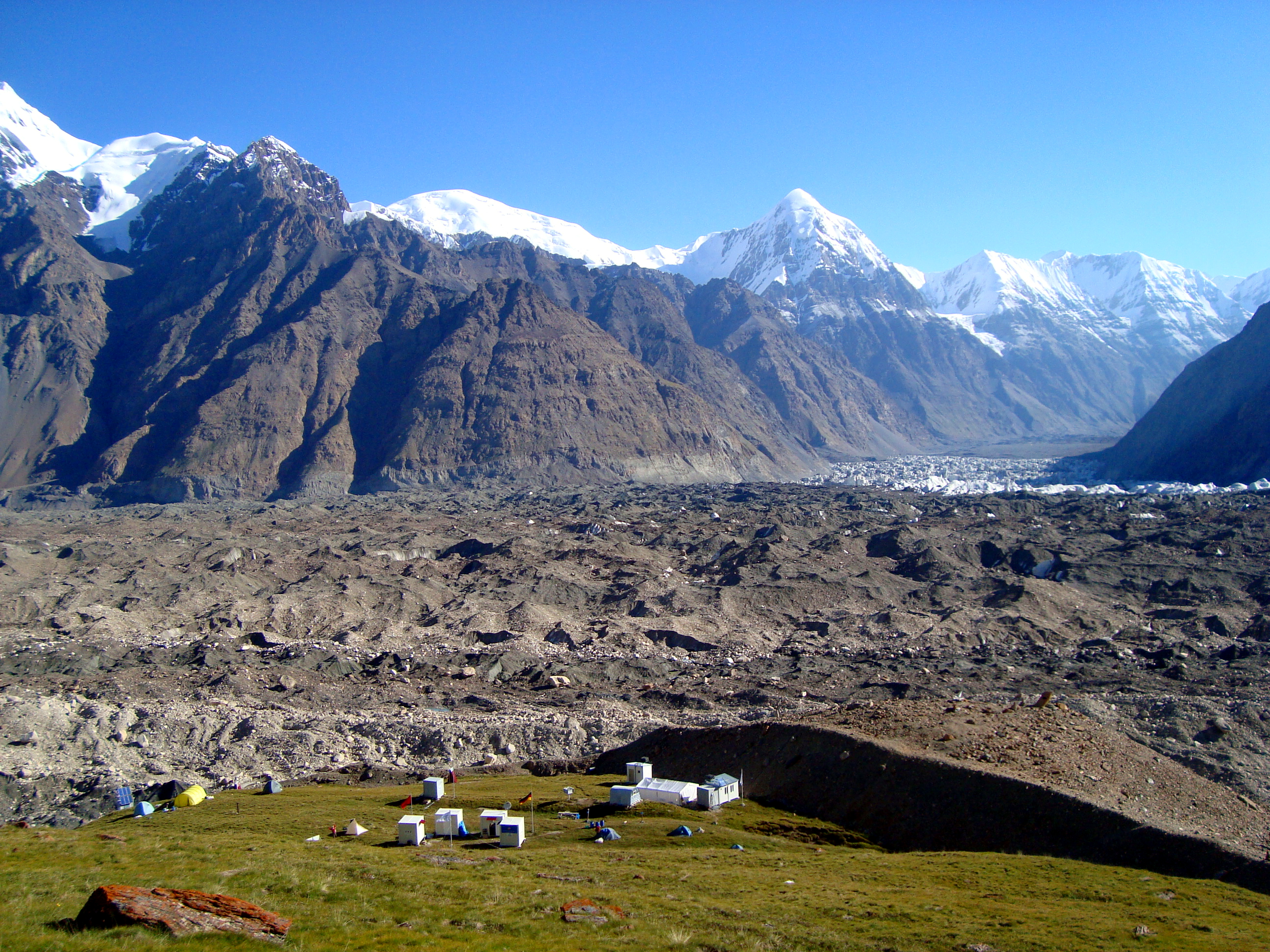
Die Merzbacher-Station über dem Gletscher

Der Verlauf der Staatsgrenze im Grenzdreieck zwischen China, Kirgisistan und Kasachstan wurde erst 1999 abschließend geklärt. Seit dem 19. Jahrhundert galt der Hauptkamm des Tienschan über die Meridionalkette und den Kokschaaltoo als Staatsgrenze zwischen Russland beziehungsweise der Sowjetunion und China. Während des chinesisch-sowjetischen Zerwürfnisses beharrte China erfolglos auf dem Grenzverlauf, der zwischen dem zaristischen Russland und der Qing-Dynastie ausgehandelt worden war. Nach dem Zerfall der Sowjetunion wurden daher die Grenzen zwischen China und seinen Nachbarn Kasachstan und Kirgisistan neu verhandelt. Am 26. August 1999 unterzeichneten die drei Staaten ein Abkommen, das den Grenzverlauf im Bereich des Engiltschek-Gletschers neu regelt. Seitdem zweigt die Staatsgrenze am Östlichen Schatjor von der Meridionalkette ab und folgt dem Tengri Tau bis zum Gipfel des Khan Tengri, wo alle drei Staaten zusammentreffen. Von dort zieht die Grenze zwischen Kirgisistan und China in südlicher Richtung knapp oberhalb des heutigen Basislagers für die Khan-Tengri-Ersteigung quer über den Engiltschek zum Ak-Too. Dieser Kamm trennt den Oberlauf des Südlichen Engiltschek vom Swjosdotscka-Gletscher. Die heutige Staatsgrenze erreicht den Kokschaaltoo und damit ihren alten Verlauf in etwa auf halbem Weg zwischen Haupt- und Ostgipfel (Vostočnaja Pobeda) des Dschengisch Tschokusu.

### Merzbacher-Station
Am früheren Zusammenfluss der beiden Engiltschek-Gletscher wurde auf der etwas oberhalb des Südlichen Gletscherrandes gelegenen Merzbacher-Wiese im Jahr 2009 die Forschungsstation Gottfried Merzbacher als Teil des Global Change Observatoriums Zentralasien (GCO) errichtet. Die Einrichtung ist ein Gemeinschaftsprojekt des Deutschen GeoForschungsZentrums Potsdam und des Zentralasiatischen Instituts für Angewandte Geowissenschaften (ZAIAG) in Bischkek. Das auf einer Höhe von 3420 m liegende Observatorium besteht aus sechs im Boden verankerten Containern. Ein weiterer wurde auf der anderen Talseite für eine Nebenstation montiert. Die die Station betreibenden Wissenschaftler widmen sich glaziologischen, hydrologischen, meteorologischen und seismischen Forschungen.

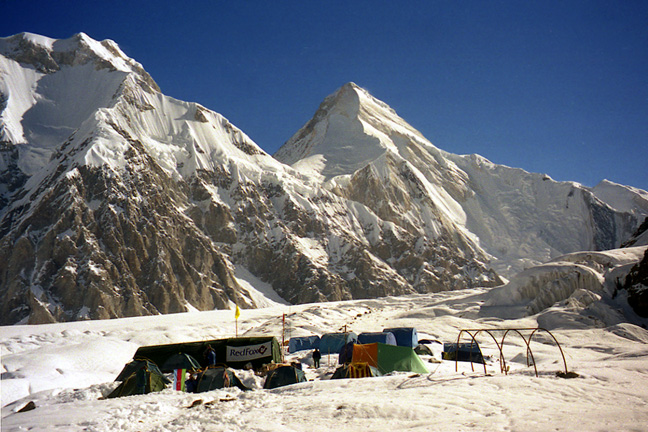
Khan-Tengri-Basislager auf dem Südlichen Engiltschek

## Tourismus
Die beiden Engiltschek-Gletscher werden in erster Linie von Alpinisten besucht, die sich einen der Hochgipfel des zentralen Tienschan, allen voran die beiden Siebentausender Dschengisch Tschokusu und Khan Tengri, zum Ziel gesetzt haben. Meistens handelt es sich um organisierte Reisen, die von einem alpinen Verein oder einer Reiseorganisation angeboten werden. Die letzten Kilometer bis zu den Basislagern auf dem Gletscher werden häufig per Hubschrauber zurückgelegt. Die Anreise ist bis zu den internationalen Flughäfen der kirgisischen Hauptstadt Bischkek oder der ehemaligen kasachischen Hauptstadt Almaty mit dem Flugzeug möglich.
Für den Engiltschek-Gletscher und das Tal des Engiltschek-Flusses hat der Deutsche Alpenverein zwei Übersichtskarten im Maßstab 1:100.000 mit Detailkarten für Khan Tengri und Dschengisch Tschokusu herausgegeben.